# Phoenixx
株式会社Phoenixx（フィーニックス、英語: Phoenixx Inc.）は、日本のゲームパブリッシャー。東京都武蔵野市に拠点を置き、インディーゲームの販売を専門としている。
前身にあたるインディーゲームレーベル・UNTIESについても併せて記載する。

## 概要
ソニー・ミュージックエンタテインメント (SME) によるインディーゲームレーベル「UNTIES」の責任者だった坂本和則によって設立された。2017年10月に発足したUNTIESは、SMEグループ内の他のゲーム事業との兼ね合いから展開の見直しを余儀なくされ、責任者であった坂本が2019年10月に新会社Phoenixxを設立し、事業を継承した。ほほすべてのUNTIESスタッフはPhoenixxに移り、またUNTIESとして契約していたいくつかのタイトルはPhoenixxが引き継いだ。UNTIES時代に、クリエイターの便宜を図るという観点から打ち出していた「マルチプラットフォームでリリースすること」、「グローバルでサポートすること」という方針は引き続き継続している。ゲームクリエイターのマネジメントも行っている。
また、2020年6月25日にバンダイナムコエンターテインメント及び株式会社電通との資本業務提携を締結した。

## ゲームタイトル
- 幻想討幻経（2020年、開発：巫女さん作法）
- Seven: Enhanced Edition（2020年（PlayStation 4版）、開発：Fool’s Theory / IMGN.PRO）
- Keen: One Girl Army（2020年、開発：Cat Nigiri）
- 東方の迷宮 幻想郷と天貫の大樹（2020年（PlayStation 4/Nintendo Switch版）、開発：偽英国紳士団 / CUBETYPE）
- Kholat（2020年（Nintendo Switch版）、開発：IMGN.PRO）※PlayStation 4版はオーイズミ・アミュージオより『ホラート -ディアトロフ峠の惨劇-』のタイトルで発売。
- fault - milestone two（2020年（Nintendo Switch版）、開発：ALICE IN DISSONANCE）
- Touhou Luna Nights（2020年（Nintendo Switch版）、開発：Team Ladybug）※2023年7月1日付で発売元がPLAYISMに移管[5]。
- 東方憑依華 〜 Antinomy of Common Flowers.（2021年（PlayStation 4/Nintendo Switch版）、開発：黄昏フロンティア / 上海アリス幻樂団）
- My Memory of Us 〜ちいさなオリーブの花たち〜（2021年、開発：Crunching Koalas / IMGN.PRO）
- HYDE RUN（2021年、開発：グランディング）[6]
- Evergate（2021年、開発：Stone Lantern Games）
- 不思議の幻想郷 -ロータスラビリンスR-（2021年、開発：AQUASTYLE）
- The Plane Effect -サラリーマン-（2021年、開発：Innovina / StudioKiku）
- クビナシリコレクション（2021年、開発：給食頭蛮）
- FILMECHANISM（2021年、開発：Chemical Pudding）
- Stela（2022年、開発：SkyBox Labs）
- Survival Quiz CITY（2022年、開発：バンダイナムコスタジオ）
- オッドドッグとイーヴンキャット（2022年、開発：千葉ブラザーズ）
- 幻想少女大戦 - DREAM OF THE STRAY DREAMER -（2022年（Nintendo Switch版）、開発：さんぼん堂）
- クローンドローン -デンジャーゾーン-（2022年（PlayStation 4/Xbox One/Nintendo Switch版）、開発：Doborog Games）
- fault - StP - LIGHTKRAVTE（2022年、開発：ALICE IN DISSONANCE）
- シューフォーズ（2022年、開発：ブイブイラボ）[7]
- Tormented Souls（2022年、開発：PQube Ltd. / Dual Effect / Abstract Digital）
- ココロクローバー（2022年（Steam版）、開発：ひこてる）※Nintendo Switch版はGotcha Gotcha Gamesより発売[8]。
- NeverAwake（2022年、開発：ネオトロ）
- 東方剛欲異聞 〜 水没した沈愁地獄（2022年（Nintendo Switch版）、開発：黄昏フロンティア / 上海アリス幻樂団）
- 絶叫!スーパーマーケット（2022年、開発：PQube Ltd. / Billy Goat Entertainment Ltd）
- Potion Permit（2023年（PlayStation 4/PlayStation 5/Nintendo Switch版）、開発：MassHive Media）
- Curse of the Sea Rats（2023年（PlayStation 4/PlayStation 5/Xbox One/Xbox Series X/S/Nintedo Switch版）、開発：PQube Ltd. / Petoons Studio）
- Fallen Knight - フォールンナイト -（2023年（PlayStation 4/Nintendo Switch版）、開発：PQube Ltd. / FairPlay Studios co., Ltd. / Digital Innovative Design and Technology Center Co., Ltd.）
- Survival Quiz CITY おまつり編（2023年、開発：バンダイナムコスタジオ）
- ギガントサウルス ザ・ゲーム（2023年、開発：Wild Sphere）
- クイズ☆正解は一年後 presents あつしの名探偵（2023年、開発：ハッピーミール）[9]
- Nyaaaanvy（2024年、開発：Team DigitalMind）
- Inertial Drift（2024年（PlayStation 4/PlayStation 5/Nintendo Switch版）、開発：PQube Ltd. / Level 91 Entertainment）
- とうほう夜雀食堂（2024年（Nintendo Switch版）、開発：二色幽紫蝶）
- 不思議の幻想郷 -FORESIGHT-（2024年、開発：AQUASTYLE）
- トランスフォーマー アーススパーク - Expedition（2024年、開発：Tessera Studios S.L.）
- スゴイツヨイトウフ（2024年、開発：ゾウノアシゲームズ）[10]
- ギガントサウルス ディノ・スポーツ（2024年、開発：Outright Games Limited.）
- 陰キャラブコメ（2024年（PC(BOOTH)／iOS／Android）、開発：じょせふ）
- Electrogical（2024年（Steam版）、開発：kinjo）
- FUBUKI ～zero in on Holoearth～（2025年（Steam版）、開発：PEPOSOFT）

## UNTIES
UNTIES（アンティーズ）は、ソニー・ミュージックエンタテインメント (SME) 傘下のインディーゲームレーベルとして、2017年10月に発足した。SMEはPlayStation (PS1) 時代にゲームパブリッシング事業を行っていたものの、その後ながらくゲームから離れていた。UNTIESプロジェクトリーダーの坂本和則は、以前はSMEの音楽レーベル部署に在籍していた。
ソニーグループ内の事業ではあるが、ハードの垣根は設けず、PlayStationシリーズ以外へのリリースも行っていた。同レーベルからゲームをリリースしていたAQUASTYLEの代表JYUNYAは、UNTIESについて「SMEという大きな会社にありながら、自由意志で活動するレジスタンス組織みたいな感じ」で「めっちゃくちゃ楽しかったですよ！」としながらも、大企業ゆえのスピード感の欠如がみられたと語る。

### ゲームタイトル
- 2018年 幻想郷ディフェンダーズ（開発：Neetpia）
- 2018年 TINY METAL（開発：AREA 35）
- 2018年 不思議の幻想郷TOD -RELOADED-（開発：AQUA STYLE）
- 2018年 舞華蒼魔鏡（開発：souvenir circ.）
- 2018年 マヨナカ・ガラン（開発：CAVYHOUSE）
- 2019年 Necrosphere Deluxe（開発：Cat Nigiri）
- 2019年 BATTLLOON - バトルーン（開発：noname studio）
- 2019年 Figment（開発：Bedtime Digital Games）
- 2019年 蹴落とし!トレジャーハンター!（開発：WINGLAY）
- 2019年 不思議の幻想郷 -ロータスラビリンス-（開発：AQUA STYLE）
- 2019年 Tokyo Dark -Remembrance-（開発：Cherrymochi） ※メビウスへ販売権を移管[13]
- 2019年 幻走スカイドリフト（開発：いるからぼ）